# واندرلی سیلوا
واندرلی سیلوا (انگلیسی: Wanderlei Silva؛ زادهٔ ۳ ژوئیهٔ ۱۹۷۶) ورزشکار هنرهای رزمی ترکیبی و جودوکار اهل برزیل است.